# Freibach (Ilm)
Der Freibach ist der 6,5 Kilometer lange Hauptquellbach der Ilm im Thüringer Wald.

## Verlauf
Er entspringt zwischen Großem Finsterberg und Schneekopf westlich von Stützerbach. Der südliche Arm speist sich aus dem Kesselbrunnen nahe der Mordfleckwiese am Rennsteig in knapp über 800 Metern Höhe. Der nördliche, auch als Sperberbach bezeichnete Quellarm entspringt direkt an der Schmücke in etwa 950 Metern Höhe. Nach knapp zwei Kilometern vereinigen sich die Quellarme in 673 Metern Höhe und fließen anschließend in östlicher Richtung vorbei am Großen Spanntal, Großen Melmtal, Kleinen Melmtal und Silbergrund Richtung Stützerbach. Der untere, lichte Teil des Freibachtals wird als Freibachsgrund bezeichnet. Hier umfließt der Bach den Kleinen Rödel, um sich anschließend in etwa 580 Metern Höhe mit dem Taubach und der Lengwitz zur Ilm zu vereinigen.